# 陳貴人
陳貴人（Chen Kuei-jen，1968年7月6日—），臺灣足球教練、前男子足球運動員，球員時期曾效力台北銀行足球隊及陸光足球隊，1993年加盟台電足球隊直至退役。教練生涯則自2004年至2022年間擔任台電主教練，並數次擔任中華台北男子足球代表隊總教練。

## 生平

### 球員生涯
陳貴人接觸足球之始為國中時由時任高雄縣足委的李清泉介紹後就讀以足球聞名的臺南市中西區建興國中。高中時陳貴人先是就讀於崑山高中，到了高二經由教練轉學到台北足球名校——景文工商，畢業後先是進入了甲組足球勁旅台北銀行足球隊，之後再加入陸光隊，並在1991年全國中正杯社男甲組總決賽對陣台電隊時率先攻進一球，後於終場前被扳平比分，進入點球大戰，賽果陸光隊3:2台電隊，陸光隊贏得二十年來首座中正杯冠軍，也因為他在陸光隊的表現，獲得了時任台電隊教練黃仁成延攬而在1993年轉投台電隊。

### 執教生涯

#### 台電足球隊
陳貴人曾在台電足球隊第二任總教練黃仁成旗下擔任助理教練兩年的時間，後由於黃仁成年邁，因此從2004年起正式接任台電足球隊總教練一職至2022年因在台灣企業甲級足球聯賽6年只斬獲5座亞軍而請辭。陳貴人執教台電期間贏得一次全國男子甲組聯賽冠軍、兩次企業足球聯賽冠軍、五次全國城市足球聯賽冠軍及一次亞足聯主席杯冠軍。

#### 國家代表隊
陳貴人於2012年時曾代理中華台北國家足球隊總教練，後於2013年起正式接任中華台北國家足球隊總教練。中華台北在2018年世界盃亞洲區資格賽6戰全敗出局。但在執教期間提振中華隊士氣，獲得台灣球迷的讚賞。2016年4月，請辭。

## 榮譽

### 教練生涯
| 球會       | 賽事                 | 獲獎年份                               |
| ---------- | -------------------- | -------------------------------------- |
| 台電足球隊 | 全國男子甲組聯賽冠軍 | 2004年                                 |
| 台電足球隊 | 企業足球聯賽冠軍     | 2007年、2008年                         |
| 台電足球隊 | 全國城市足球聯賽冠軍 | 2008年、2010年、2011年、2012年、2014年 |
| 台電足球隊 | 足協盃冠軍           | 2010年                                 |
| 台電足球隊 | 亞足聯主席盃冠軍     | 2011年                                 |

## 資料來源
1. ↑  .   [2015-03-02]. （原始内容存档于2017-12-04）.
2. ↑  .   [2015-03-02]. （原始内容存档于2019-06-30）.
3. ↑  .   [2015-03-02]. （原始内容存档于2015-04-02）.
4. ↑  賈亦珍. . 1991-12-16: 22版體育.戶外.
5. 1 2  中華民國足球協會. . Facebook. 2016-01-11  [2019-04-05]. （原始内容存档于2020-09-13） （中文（臺灣））.
6. ↑  葉士弘. . WOWsight. 2018-05-03  [2019-04-05]. （原始内容存档于2021-01-19） （中文（臺灣））.
7. ↑  中華民國足球協會. . Facebook. 2016-01-11  [2019-04-05]. （原始内容存档于2020-09-13） （中文（臺灣））.
8. ↑  路皓惟. . 勁球網. 2022-12-31  [2024-04-16]. （原始内容存档于2023-07-02） –yahoo新聞.
9. ↑  . 麗台運動報. 2011-09-26  [2024-04-16]. （原始内容存档于2024-04-16） –yahoo新聞.
10. ↑  自由時報. . 2016-04-05  [2016-06-03]. （原始内容存档于2019-06-29）.

## 外部連結
- 中華民國足球協會 （页面存档备份，存于）